# Prix Molson
Pour les articles homonymes, voir Molson (homonymie).
Ne doit pas être confondu avec Prix Molson du roman.
Les prix Molson sont deux prix de 50 000 CAD chacun décernés chaque année à des personnalités du monde des arts et des sciences humaines. L'ouvrage Prix littéraires du Québec : Répertoire 1995 indique qu'il sont « [f]inancés par le revenu d'une dotation d'un million de dollars faite au Conseil des arts du Canada par la Fondation de la famille Molson, les prix Molson ont pour objet d'encourager les Canadiens à qui sont décernés cette distinction à continuer à contribuer au patrimoine culturel et intellectuel du Canada ». Le Conseil des arts du Canada administre les prix avec le Conseil de recherches en sciences humaines et assume la responsabilité du choix des lauréats.

## Liste des lauréats
- 1964 : Donald Creighton, Alain Grandbois
- 1965-1966 : Jean Gascon, Frank Scott
- 1967 : Georges-Henri Lévesque, Hugh MacLennan
- 1968 : Arthur Erickson, Anne Hébert, Marshall McLuhan
- 1969 : Glenn Gould, Jean Le Moyne
- 1970 : Jean-Paul Audet, Morley Callaghan, Arnold Spohr
- 1971 : Northrop Frye, Duncan MacPherson, Yves Thériault
- 1972 : Maureen Forrester, Rina Lasnier, Norman McLaren
- 1973 : John James Deutsch, Alfred Pellan, George Woodcock
- 1974 : W.A.C.H Dobson, Celia Franca, Jean-Paul Lemieux
- 1975 : Alex Colville, Pierre Dansereau, Margaret Laurence
- 1976 : Orford String Quartet, Denise Pelletier, Jon Vickers
- 1977 : John Hirsch, Bill Reid, Jean-Louis Roux
- 1978 : Gabrielle Roy, Jack Shadboldt, George Story
- 1979 : Jean Duceppe, Betty Oliphant, Michael Snow
- 1980 : Michel Brault, Lois Marshall, Robert Weaver
- 1981 : Margaret Atwood, Marcel Trudel, John Weinzweig
- 1982 : Alan C. Cairns, Louis-Edmond Hamelin, Jack McClelland, Gilles Vigneault
- 1983 : Brian Macdonald, Francess Halpenny
- 1984 : Marcel Dubé, James G. Eayrs
- 1985 : Gaston Miron, Ronald Melzack
- 1986 : J. Mavor Moore, William Dray
- 1987 : Yvette Brind'Amour, Marc-Adélard Tremblay
- 1988 : Robertson Davies, Terence Michael Penelhum
- 1989 : Vera Frenkel, Fernande Saint-Martin
- 1990 : Alice Munro, Jean-Jacques Nattiez
- 1991 : Denys Arcand, Charles Taylor
- 1992 : Douglas Cardinal, Fernand Dumont
- 1993 : R. Murray Schafer, Juliet McMaster
- 1994 : Michel Tremblay, Martin Friedland, Pierre Falardeau
- 1995 : Gerald Ferguson, Donald Akenson
- 1996 : Mavis Gallant, Pierre Maranda
- 1997 : Mary Pratt, Guy Rocher
- 1998 : Jeanne Lamon, Michael J. Trebilcock
- 1999 : Kiawak Ashoona, Tom Courchene
- 2000 : Jacques Poulin, Ian Hacking
- 2001 : Christopher Newton, Margaret Lock
- 2002 : Non attribués
- 2003 : Walter Boudreau, Janice Gross Stein
- 2004 : Maria Campbell, Richard Tremblay
- 2005 : Iain Baxter, Ramsay Cook
- 2006 : Nicole Brossard, Henry Mintzberg
- 2007 : Alex Pauk, Paul Thagard
- 2008 : Sheila Fischman, Angus McLaren
- 2009 : Wayne Sumner, Ian Wallace (artiste)
- 2010 : Édouard Lock, Linda Hutcheon
- 2011 : Herménégilde Chiasson,